# Ящірка кавказька
Ящірка кавказька (Darevskia caucasica) — представник роду скельних ящірок родини Справжні ящірки.

## Опис
Ця ящірка досягає 6,1-6,4 см в довжину тулуба, хвіст у 2 рази довший. Колір шкіри зверху жовтувато-зелений, трав'янисто-зелений, коричнево-сірий, попелястий або медово-жовтий. Уздовж хребта тягнеться темна одноколірна смуга. По середині спини є численні дрібні темні плями, які утворюють 2 більш-менш виражених рядків, іноді вони ледь помітні. Широкі, з порізаним верхнім краєм, смуги з боків утворені двома рядками темних кіл з більш-менш вираженими світлими (блакитнуватими в області купа) «очицями». Спинна й бічні смуги розділені поздовжніми світлими смугами. Загалом, зелені тони більше характерні для самців. Черево, низ голови має яєчно-жовте, жовтувато-зелене або білувате забарвлення.
Голова слабко стиснута. Міжщелепний щиток відділений від лобоносового або, рідше, торкається його більш-менш широким швом. Між верхньовійним та надочноямковим щиток мається повний або перерваний рядок з 1-14 зерняток. Перший верхньоскроневий щиток помірно довгий, тупо обрізаний ззаду. Середнього розміру або великий центральноскроневий щиток торкається іноді першого верхньоскроневого, частіше ж відділений від нього 1-3 рядками дрібних щитків. Комір слабко зазубрений. По середній лінії горла розташовано 14-26 луски. Луска тулуба гладенька, слабоопукла. Навколо середини тулуба є 37-53 лусочки. Анальний щиток великий, попереду нього розташовано 2 дещо збільшених або кілька дрібних періанальних щитка. Луска, що вкриває гомілку, гладенька або слабкоребриста, не більша спинної луски. Навколо середини гомілки в одному ряду є 13-20 луски. Стегнових пір — 9-19. Луска передньої третини хвоста зверху й з боків гладенька або з ледь вираженими реберцями.

## Спосіб життя
Полюбляє скелясті місцевості, нагромадження каменів, кам'янисті схили ущелин і береги річок в середньому і верхньому поясі гір до субальпійської та місцями альпійської зон включно. Зустрічається і на деревах у лісі, на ділянках гірських лугів до висоти 3200 м над рівнем моря. Вкривається під камінням і в тріщинах скель. Залежно від висоти проживання у горах активна з кінця березня — початку травня по вересень-жовтень. Харчується комахами та дрібними безхребетними.
Це яйцекладні ящірки. Самиця відкладає 2-5 яєць розміром приблизно 11,5х6,5 мм наприкінці червня — у липні. Молоді ящірки з'являються в серпні.

## Розповсюдження
Мешкає у кавказькій частині Росії, північній Грузії, північно-східному Азербайджані.